# Meerberg
Der Meerberg (auch Mehrberg oder Düstemich; früher auch Düsemich) ist ein 429,2 m ü. NHN, früher 448 m, hoher Berg auf dem Rheinwesterwälder Vulkanrücken bzw. auf der Linzer Höhe.

## Geographie
Der durch einen Basaltsteinbruch in großen Teilen abgetragene Berg liegt oberhalb und südwestlich von Kretzhaus im nördlichen Stadtgebiet von Linz am Rhein und markiert dessen höchsten Punkt. Nach Norden und Westen fällt er steil ins Kasbachtal ab, in dem auch die Kasbachtalbahn (Linz–Kalenborn) und die Landesstraße 252 (Bruchhausen–Kretzhaus) verlaufen. Nach Süden geht er deutlich sanfter in seinen niedrigeren Nachbarberg, den heute noch etwa 405 m ü. NHN hohen Minderberg über. Der Berggipfel mit einem Steilhang an der Nordseite ist nicht frei zugänglich.

## Geologie
Bei der auf der Kuppe des Meerbergs hauptsächlich auftretenden Gesteinsart handelt es sich um Nephelinbasanit, ein vulkanisches Alkaligestein. Es tritt bzw. trat teilweise in Form von Basaltsäulen auf. An Mineralien wurden dort außerdem Apophyllit, Calcit, Chabasit, Montmorillonit, Natrolith und Phillipsit gefunden. Am nördlichen Fuße des Meerbergs befindet sich ein gangförmiges Kupfererzvorkommen, auf dem das Grubenfeld Clemenslust verliehen war.

## Geschichte
An Meer- und Minderberg wurde seit Ende des 19. Jahrhunderts Basalt durch die Linzer Basalt-Actien-Gesellschaft abgebaut. Am Wohnplatz Meerberg zählte man 1885 elf Einwohner in zwei Gebäuden. Um 1900 wurden vom Steinbruch am nördlichen Asberg Gleisanlagen zum Meerberg gebaut, auf denen dessen Abbaumaterial in Güterloren transportiert wurde. Von dort aus erfolgte der Weitertransport mit einer Seilbahn, die nach Kasbach führte. Die am Meerberg befindliche Betriebsstätte nördlich des heutigen Berggipfels umfasste auch eine Brecheranlage. Sie wurde durch die Steinbrüche am Willscheider Berg und am Minderberg mitgenutzt, die mit dem Meerberg eine betriebliche Einheit bildeten – mit dem Wagenpark und der Reparaturwerkstatt am Willscheider Berg.
Die beiden am Meerberg betriebenen Steinbrüche hatten zuletzt eine Fläche von insgesamt 10,6 Hektar. Offiziell sind sie seit 2010 außer Betrieb, ruhten aber schon zuvor viele Jahre. Durch den Abbau verlor die Spitze des einst 448 m ü. NN – so lautete die Höhenangabe in den Topographischen Karten bis 1967 – hohen und damit zumindest zeitweise höchsten Bergs der Linzer Höhe etwa 18 m an Höhe. Der entstandene Trichter wird nun mit Erdreich verfüllt. Das ehemalige Abbaugebiet erstreckt sich nördlich des Berggipfels rund 600 m bei einer Breite von bis zu 400 m.